# Rio Capetinga
 (février 2017).
Le rio Capetinga est une rivière brésilienne de l'ouest de l'État de Santa Catarina, et fait partie du bassin hydrographique du río Uruguay.

## Géographie
Il naît dans la serra do Capanema, sur le territoire de la municipalité de Campo Erê. Il s'écoule vers le sud-est et marque notamment la limite entre les municipalités de Palma Sola et Anchieta, avant de se jeter dans le rio das Antas.